# Mihălășeni, Ocnița
Mihălășeni este satul de reședință al comunei cu același nume  din raionul Ocnița, Republica Moldova.

## Demografie

### Structura etnică
Structura etnică a satului conform recensământului populației din 2004:
| Grup etnic         | Populație | % Procentaj |
| ------------------ | --------- | ----------- |
| Moldoveni / Români | 1.329     | 97,57%      |
| Ucraineni          | 20        | 1,47%       |
| Ruși               | 6         | 0,44%       |
| Bulgari            | 2         | 0,15%       |
| Alții              | 5         | 0,37%       |
| Total              | 1.362     | 100%        |